# Conjunt obert
En matemàtiques, un conjunt obert (o simplement obert) és cadascun dels elements que conformen una topologia.
Per exemple, a {\displaystyle \mathbb {R} \,} amb la topologia euclidiana, diem que {\displaystyle (0,1)\,} és un conjunt obert, perquè per qualsevol valor {\displaystyle x\,} tal que {\displaystyle 0<x<1\,} sempre podrem trobar un valor {\displaystyle \varepsilon >0\,} tal que la bola (obert de la topologia) {\displaystyle (x-\varepsilon ,x+\varepsilon )\subset (0,1)\,}.
En el cas anterior, si s'hagués agafat el conjunt {\displaystyle (0,1]\,}, no podríem dir el mateix, ja que per {\displaystyle x=1\,} no existeix cap {\displaystyle \varepsilon >0\,} que compleixi la condició.
El fet que un cert conjunt sigui obert o tancat no depèn dels elements de l'espai sinó també de la topologia que s'hi defineix. Així per exemple el cas anterior, {\displaystyle (0,1)\,} en {\displaystyle \mathbb {R} \,}, no és un obert si prenem la topologia grollera.

## Definicions

### Espais topològics
La topologia és l'àmbit més general en què trobem els conjunts oberts. En aquest context, el concepte de conjunt obert és fonamental.
Donat un conjunt {\displaystyle \mathrm {X} \,}, sigui {\displaystyle \mathbf {T} \,} un conjunt qualsevol de subconjunts de {\displaystyle \mathrm {X} \,}, que compleix les següents propietats.
- La unió arbitrària de conjunts de {\displaystyle \mathbf {T} \,} és un conjunt de {\displaystyle \mathbf {T} \,}.
- La intersecció finita de conjunts de {\displaystyle \mathbf {T} \,}, és un conjunt de {\displaystyle \mathbf {T} \,}.
- Els conjunts {\displaystyle \mathrm {X} \,} i {\displaystyle \emptyset \,} pertanyen a {\displaystyle \mathbf {T} \,}.

Amb aquestes condicions, {\displaystyle \mathrm {X} \,} és un espai topològic, i a {\displaystyle \mathbf {T} \,} se l'anomena topologia de {\displaystyle \mathrm {X} \,}, i per definició, els conjunts de {\displaystyle \mathbf {T} \,} són conjunts oberts.
L'espai topològic ve especificat per la parella {\displaystyle (\mathrm {X} ,\mathbf {T} )\,}.
Cal observar que si es considera un conjunt {\displaystyle \mathrm {X} \,} amb dues topologies diferents, {\displaystyle \mathbf {T} \,} i {\displaystyle \mathbf {T'} \,}, es tenen dos espais topològics diferents.

### Espais mètrics
En el cas dels espais mètrics, la definició de conjunt obert, es pot fer de la següent forma:
Sigui {\displaystyle U\,} un subconjunt d'un espai mètric {\displaystyle (M,d)\,}, es dirà que {\displaystyle U\,} és obert si:
{\displaystyle \forall x\in U,\exists \varepsilon >0\;|\;\forall y\in M,d(x,y)<\varepsilon \Rightarrow y\in U\,}

### Espais vectorials normats
En el cas dels espais vectorials normats, com espais mètrics que són, es pot dir que un conjunt {\displaystyle U\subset \mathbb {R} ^{n}\,} és obert si:
 {\displaystyle \forall x\in U,\exists \varepsilon >0\;|\;B_{\varepsilon }(x)\subset U\,}
on {\displaystyle B_{\varepsilon }(x)\,} és la bola centrada a {\displaystyle x\,} i de radi {\displaystyle \varepsilon \,}
Un conjunt obert a {\displaystyle \mathbb {R} \,}, té la propietat de ser una unió numerable d'intervals oberts. ({\displaystyle \mathbb {R} \,} i {\displaystyle \emptyset \,} també són oberts).

## Propietats
Cada subconjunt {\displaystyle A\,} d'un espai topològic {\displaystyle X\,} conté a un conjunt obert, tal vegada el conjunt buit. El més gran d'aquests conjunts oberts, s'anomena interior de {\displaystyle A\,}, que es pot construir buscant la unió de tots els conjunts oberts continguts en {\displaystyle A\,}.
Donats dos espais topològics, {\displaystyle X,Y\,}, una funció {\displaystyle f:X\rightarrow Y\,} és contínua si la preimatge de cada conjunt obert en {\displaystyle Y\,} és oberta en {\displaystyle X\,}.